# Liste der Einträge im National Register of Historic Places im Cooke County
Die Liste der Registered Historic Places im Cooke County führt alle Bauwerke und historischen Stätten im texanischen Cooke County auf, die in das National Register of Historic Places aufgenommen wurden.

## Aktuelle Einträge
| Lfd. Nr. | Name im NRHP                      | Bild | Datum der Eintragung | Adresse/Lage                                                        | Ort         | NRHP-ID  | Beschreibung |
| -------- | --------------------------------- | ---- | -------------------- | ------------------------------------------------------------------- | ----------- | -------- | ------------ |
| 1        | Cloud-Stark House                 |      | 1. Juni 1982         | 327 S. Dixon St.                                                    | Gainesville | 82004498 |              |
| 2        | Cooke County Courthouse           |      | 22. März 1991        | Public Square, bounded by California, Dixon, Main and Commerce Sts. | Gainesville | 91000336 |              |
| 3        | E. P. and Alice Bomar House       |      | 25. Feb. 2004        | 417 S. Denton St.                                                   | Gainesville | 04000099 |              |
| 4        | Nelson Farmstead                  |      | 4. Apr. 2007         | 7729 FM 678                                                         | Gainesville | 07000270 |              |
| 5        | Santa Fe Passenger Depot          |      | 6. Okt. 1983         | 505 E. Broadway                                                     | Gainesville | 83003757 |              |
| 6        | St. Peter’s Roman Catholic Church |      | 25. Mai 1979         | Ash St.                                                             | Lindsay     | 79002927 |              |
| 7        | Thomason-Scott House              |      | 30. Sep. 1980        | Off TX 51 and SR 922                                                | Era         | 80004086 |              |
| 8        | William and Anna Davis House      |      | 10. Mai 1984         | 505 S. Denton St.                                                   | Gainesville | 84001633 |              |